# Campagne-lès-Guines
Campagne-lès-Guines is a commune in the Pas-de-Calais department in the Nord-Pas de Calais region of Pháp.

## Dân số
| 1962                                                           | 1968 | 1975 | 1982 | 1990 | 1999 |
| -------------------------------------------------------------- | ---- | ---- | ---- | ---- | ---- |
| 254                                                            | 295  | 296  | 370  | 406  | 452  |
| Census count starting from 1962: Population without duplicates |      |      |      |      |      |